# Список президентов Королевского нумизматического общества
Следующие лица были президентами Королевского нумизматического общества с момента его основания в 1836 году:
- 1836—1839 Джон Ли
- 1839—1841 Эдвард Хокинс
- 1841—1843 Г. Х. Уилсон
- 1843—1845 лорд Альберт Конингэм
- 1845—1847 Г. Х. Уилсон
- 1847—1849 Уильям Дебонэр Хаггард
- 1849—1851 Эдвард Хокинс
- 1851—1855 гг . Лорд Лондсборо (бывший лорд Альберт Конингем, президент 1843—1845 гг.)
- 1855—1874 У.С.У. Во
- 1874—1908 сэр Джон Эванс
- 1908—1914 сэр Генри Хойл Ховорт
- 1914—1919 сэр Артур Эванс
- 1919—1930 сэр Чарльз Оман
- 1930—1935 Перси Х. Уэбб
- 1935—1936 сэр Джордж Макдональд
- 1936—1937 Перси Х. Уэбб
- 1937—1942 Эдвард А. Сиденхэм
- 1942—1948 Гарольд Маттингли
- 1948—1953 К. Хамфри В. Сазерленд
- 1953—1956 Майкл Грант
- 1956—1961 Кристофер И. Блант
- 1961—1966 Филип Грирсон
- 1966—1970 Дерек Аллен
- 1970—1974 Колин М. Краай
- 1974—1979 Р. Э. Дж. Карсон
- 1979—1984 Дэвид Гренвилл Селлвуд
- 1984—1989 Джон ПК Кент
- 1989—1994 Т. В. Баттри
- 1994—1999 Майкл Меткалф
- 1999—2004 Гарольд Б. Маттингли
- 2005—2009 Джо Крибб
- 2009—2013 Николас Мэйхью
- 2013—2018 Эндрю Бернетт
- 2018 — настоящее время Роджер Блэнд